# Иванюк, Александр Петрович
Алекса́ндр Петро́вич Иваню́к — советский, украинский и российский спортсмен, обладатель первого Кубка России по бодибилдингу.

## Биография
Спортсмен, выходец с Украины, жил в Тольятти. С будущей женой, Любовью, познакомился на работе, она работала в той же бригаде электросварщиком. В 1973 году сыграли свадьбу, вскоре появилась дочь Ирина.
Так как Александр был достаточно небольшого веса, он решил заниматься тяжёлой атлетикой, через некоторое время выполнил норматив мастера спорта по тяжёлой атлетике. Заинтересовался неприветствовавшимся в СССР культуризмом, нашёл единомышленников, оборудовал свой мини-зал.
В 1979 году поступил на заочное отделение института физкультуры и спорта им. Лесгафта в Ленинграде. Участвовал в различных подпольных чемпионатах.
Устроился вольнонаёмным механиком в группе Советских войск в Германии. Здесь для занятий культуризмом были куда лучшие условия: специальные спортивные залы, различные препараты, а также профессиональный тренер по бодибилдингу, под чьим руководством Александр начал ездить на турниры в страны соцлагеря: Венгрию, Югославию, Польшу, Болгарию.
Через два года к Александру смогла приехать жена, к которую он тоже приобщил к бодибилдингу. А ещё через два года он вернулся в Тольятти, работал сварщиком на ВАЗе, продолжал тренировки.
Начался активный период выступлений, Александр ездил на турниры, тренировал молодёжь. В составе сборной страны участвовал в первой в истории матчевой встречи СССР — США
. В ходе поездки общался с Чаком Норрисом, Арнольдом Шварценеггером
13 сентября 1993 года Александр Иванюк тяжело пострадал в автокатастрофе, когда встречная автомашина выехала на чужую полосу последовало столкновение лоб в лоб. Провёл два месяца в коме и семь в реанимации. Два года не мог говорить. С помощью Любови Кураковны, обеспечивавшей реабилитацию супруга снова начал ходить, научился писать, заниматься физкультурой. Она же обеспечивала семью, работая тренером по бодибилдингу. Всего Александр перенёс 22 операции, получил вторую, затем и первую группу инвалидности.

## Достижения
В 1979 году выиграл первенство Тольятти по культуризму, В 1980 — чемпионат Поволжья и Урала. В 1988 году стал чемпионом РСФСР по атлетизму в категории до 80 кг, стал пятым на первом Кубке СССР.
В 1989 году вновь стал чемпионом РСФСР, завоевал бронзу чемпионата СССР и стал обладателем Кубка СССР (бодибилдинг, мужчины до 80 кг).
В 1990 стал четвёртым на Кубке СССР и третьим на Мемориале Георга Тэнно в категориях «бодибилдинг, мужчины до 80 кг» и «атлетические пары», где его партнёром была С. Ломачевская-Федак.
В 1991 году стал вторым на Кубке РСФСР (по версии IFBB), а в 1992 — стал чемпионом России (по версии ФББР) как в категории мастера-мужчины до 80 кг, так и в абсолютной категории.